# Evangelický hřbitov ve Stříteži
Evangelický hřbitov ve Stříteži na Frýdeckomístecku se nachází na okraji obce Střítež, u silnice III/4763 směrem na Vělopolí. Má rozlohu 3236 m² (bez pozemku s kaplí).

## Historie
Evangelický (luterský) hřbitov ve Stříteži byl založen roku 1860. Na hřbitově stála od jeho založení hřbitovní kaple s věží a zvonem o váze 117 kg. Tu nahradila v roce 1972 moderní kaple (obřadní síň), kterou dle návrhu ing. G. Nowaka vystavěli evangeličtí občané Stříteže a Vělopolí v rámci Akce Z; stavební práce řídil J. Delong. Kolaudována byla 10. října 1972. Architektonicky je inspirována švýcarským stylem. Roku 2010 prošla kaple generální rekonstrukcí a na betonový pylon byl zavěšen nový zvon. Roku 2017 byla položena nová dlažba na hlavních chodnících a renovován centrální hřbitovní kříž.
Hřbitov původně náležel k farnímu sboru v Komorní Lhotce. V současnosti je provozovatelem i vlastníkem hřbitova s kaplí Obec Střítež.

## Významné osobnosti pohřbené na hřbitově
- Stanislav Kaczmarczyk (†2021), evangelický duchovní a publicista

## Galerie

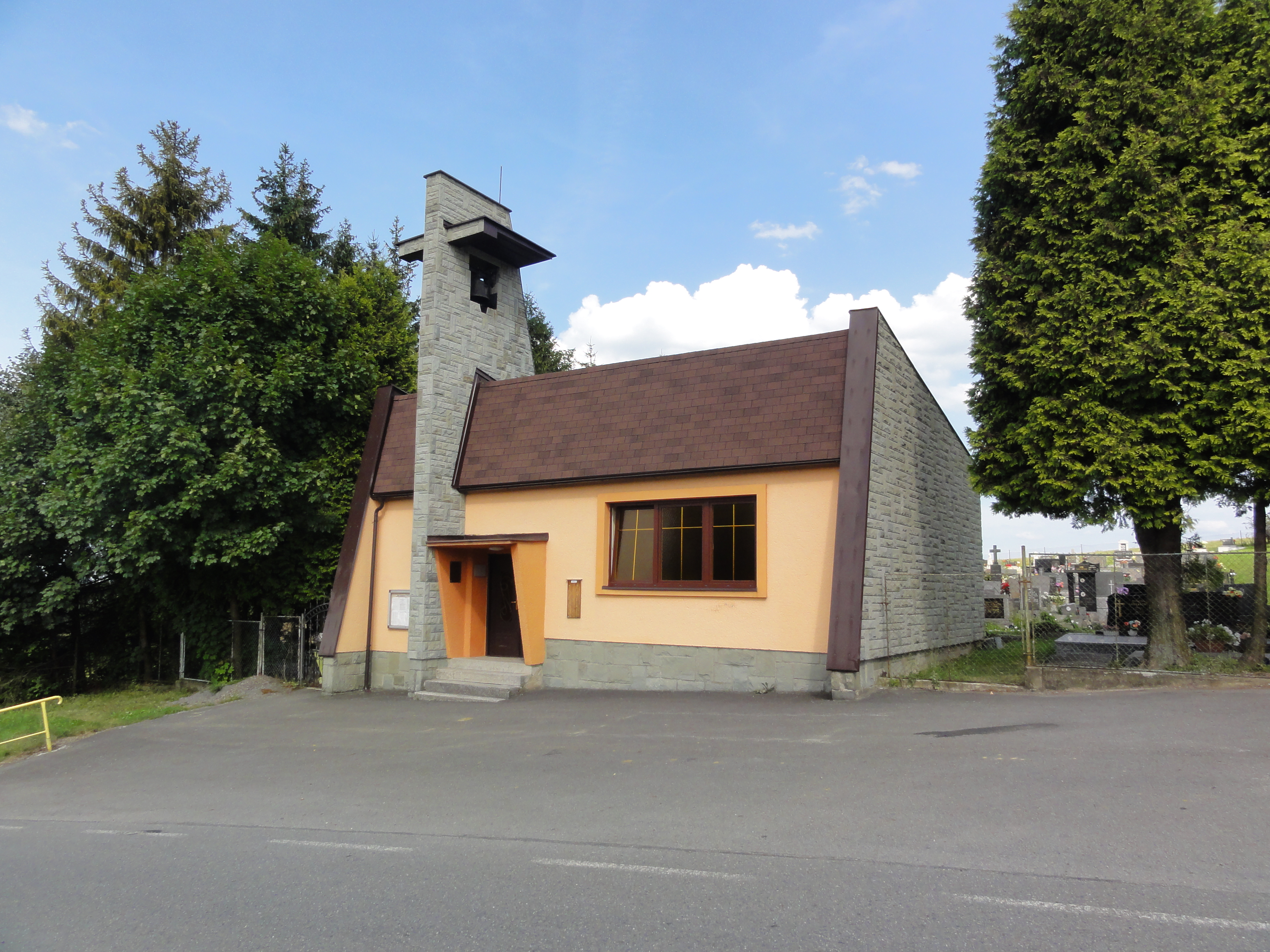
Exteriér hřbitovní kaple
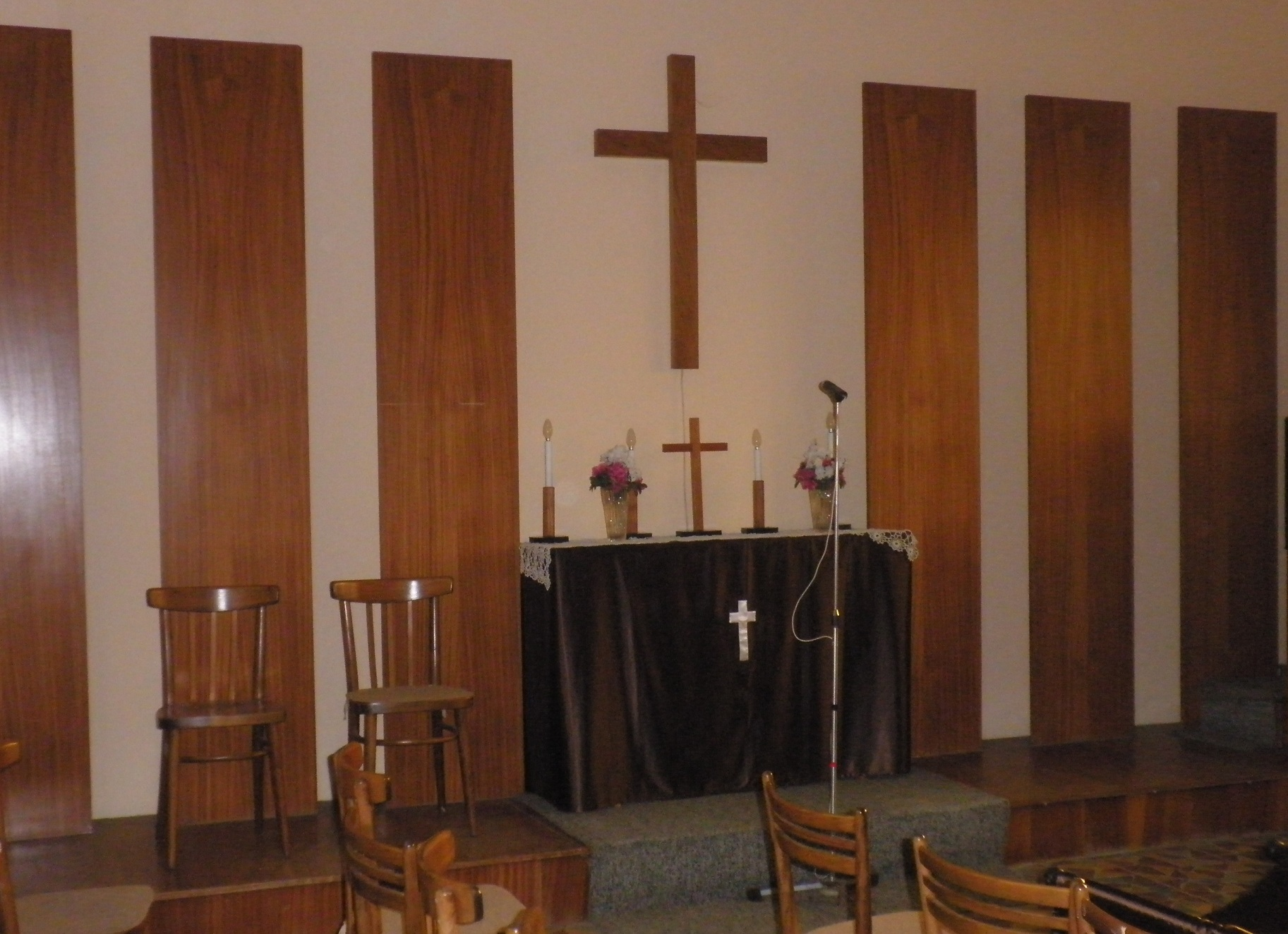
Iteriér hřbitovní kaple
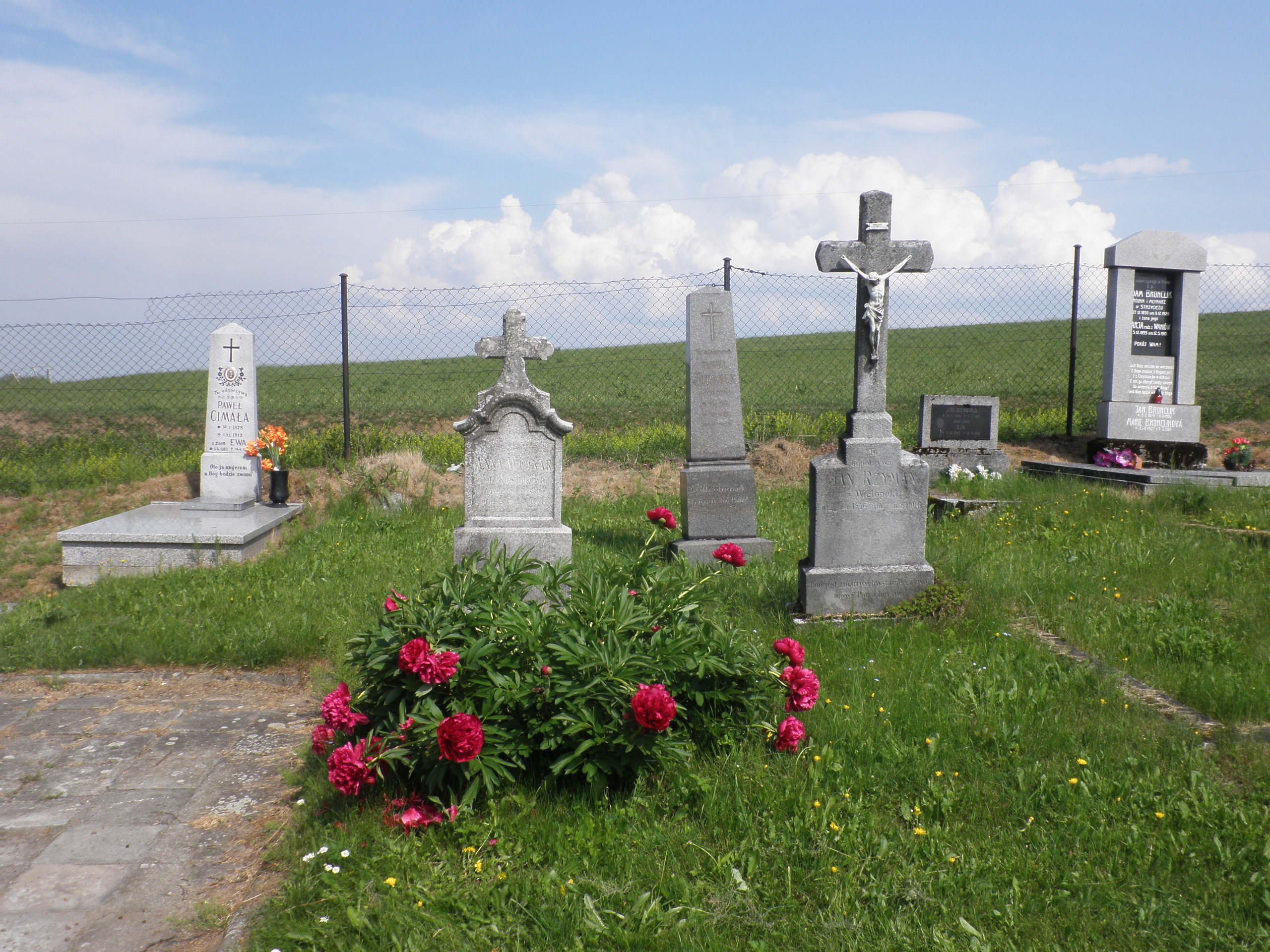
Náhrobky v zadní části hřbitova z počátku 20. století
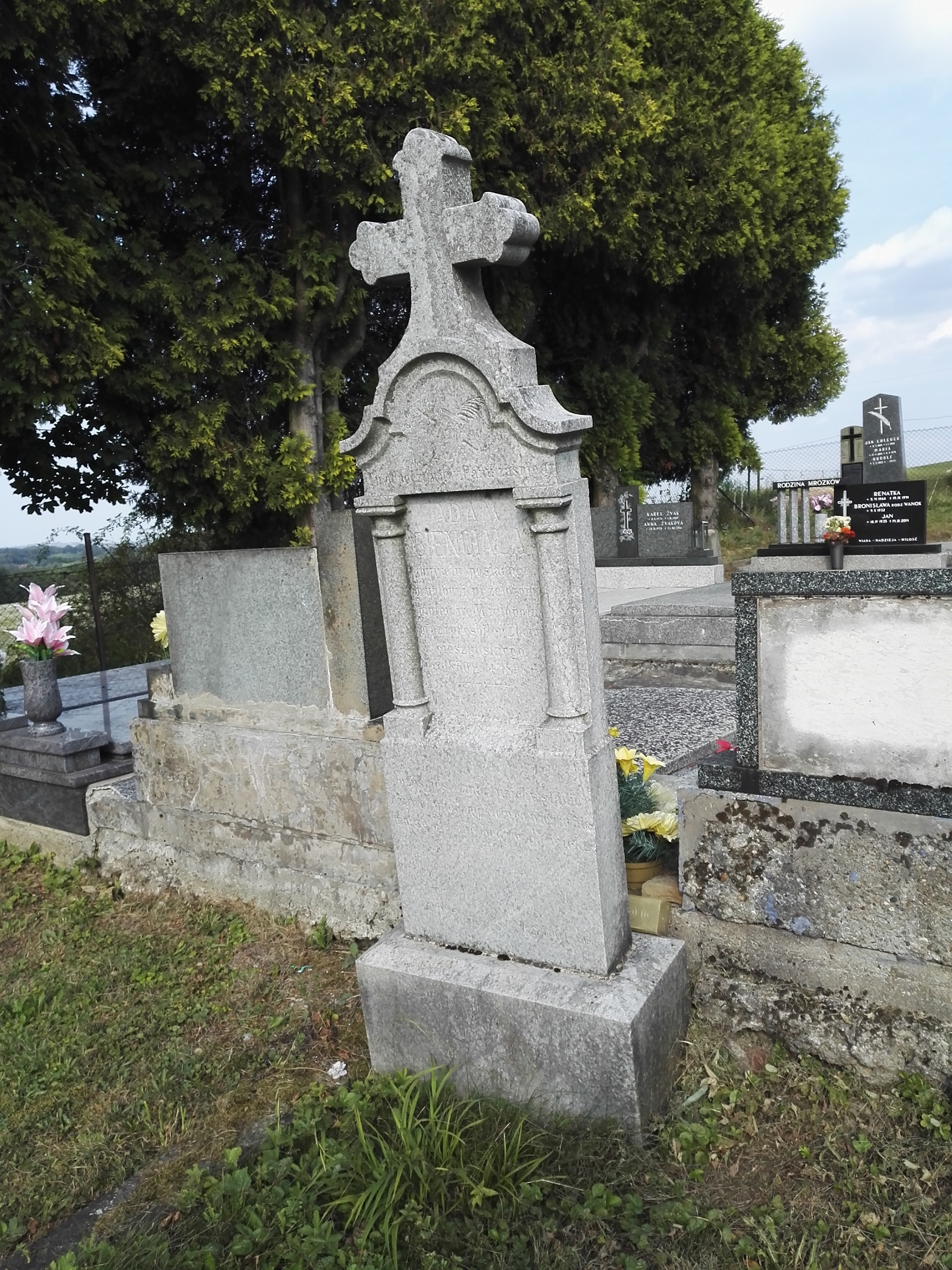
Náhrobek vělopolského starosty Adama Ciencialy
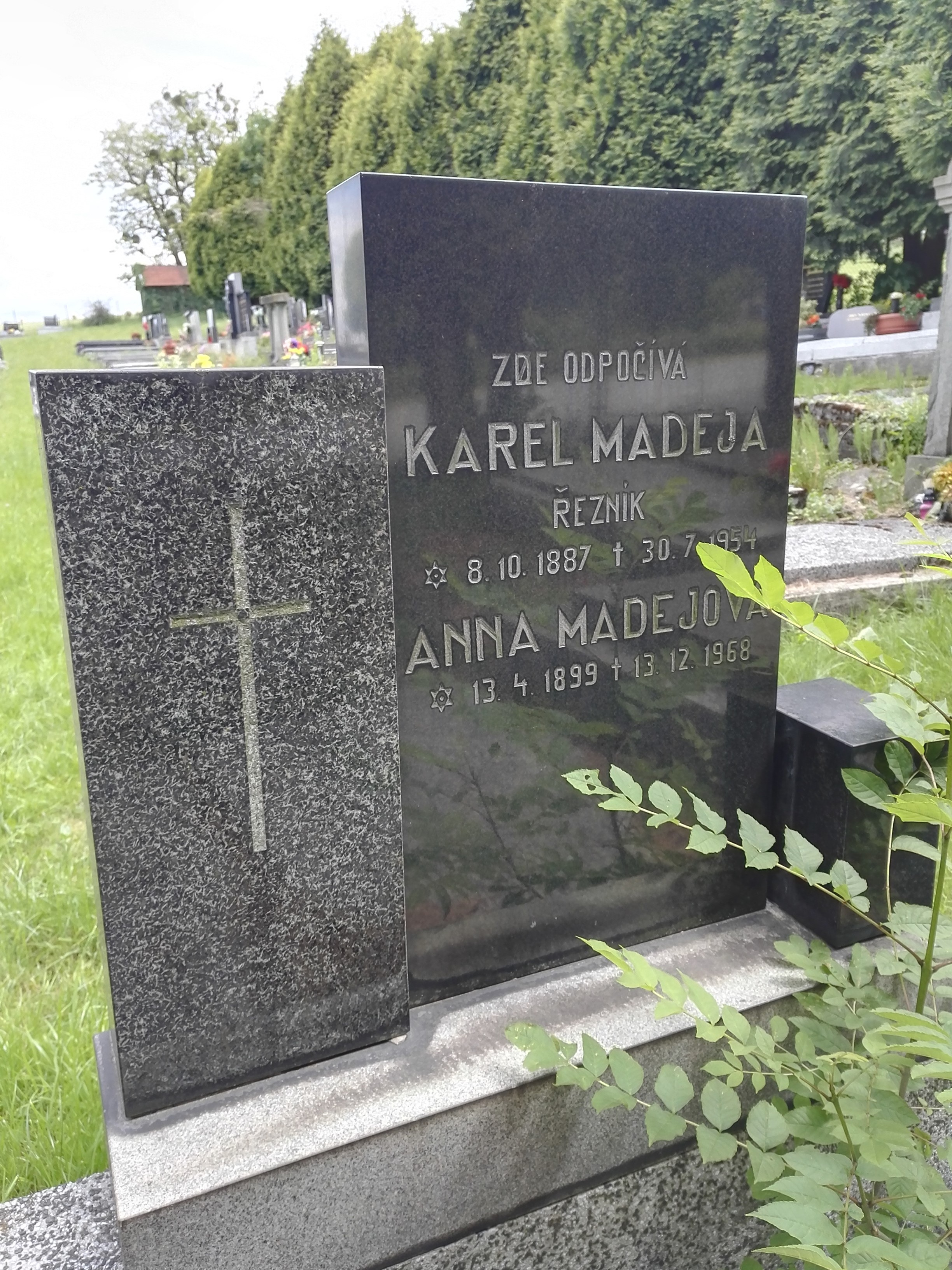
Náhrobek řezníka Karla Madeji
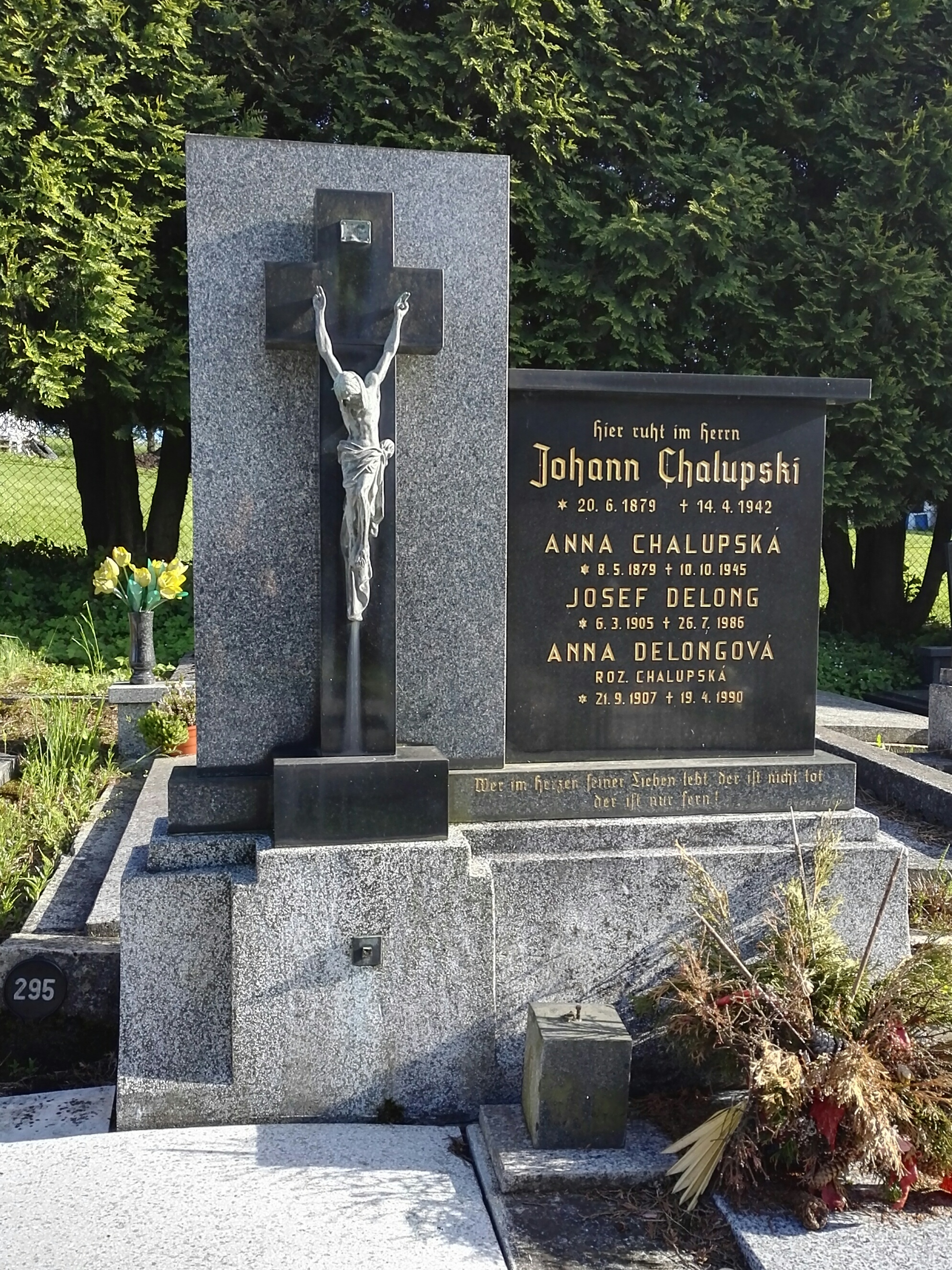
Náhrobek s německým nápisem